# Pleoidea
Pleoidea — надродина водяних клопів (Heteroptera). Налічує 220 видів у двох родинах.

## Опис
Невеликі водяні клопи, завдовжки 1-4 мм. Як правило, плавають на спині. Голова з дуже короткими вусиками, невидимими згори, з багатосегментованим рострумом, без вушних раковин, з малими або середніми очима та великою верхівкою. Тіло овальне, міцне, зазвичай опукле, а якщо воно сплощене, то голова і переднеспинка зрощені (у деяких Helotrephidae). Верхівка черевця не має дихального відростка. Усі ноги однакові, не перетворені на плавальні лопаті.

## Спосіб життя
Мешкають у прісних стоячих водоймах. Дорослі особини та німфи плавають вниз головою, але вони також повзають на водних рослинах. Це хижаки, які полюють на дрібних безхребетних. Як і всі клопи, вони мають неповний метаморфоз, перехід від новонародженої личинки до дорослої статевозрілої комахи поступово проходять кілька стадій німфи.

## Систематика
Надродина містить дві існуючі родини — Pleidae та Helotrephidae, і дві викопні родини копалин — Mesotrephidae та Scaphocoridae. Вважається сестринською групою до хребтоплавів (Notonectidae).